# Vonage
Vonage Holdings Corp. är ett amerikanskt företag som tillhandahåller molntjänster. Det grundades som ett telefonbolag för IP-telefoni och har över tiden ändrat inriktning till business-to-business-tjänster med hjälp av en serie företagsförvärv.
Vonage är baserat i Holmdel Township i New Jersey i USA.

## Historik
Min-X.com grundades 1998 av Jeff Pulver (född 1962) som ett IP-telefoniföretag. Det bytte 2001 namn till Vonage. Företaget började med att erbjuda telefonitjänster i USA, och från 2004 också i Kanada och från 2005 i Storbritannien. Det börsnoterades 2006 på New York Stock Exchange i New York.
Företaget har från 2013 genomfört ett antal förvärv:
- Vocalocity, ett software as a service-företag
- Telesphere, ett molntjänstföretag med stora företag som kunder
- iCore Networks, ett molntjänstföretag med stora företag som kunder
- SimpleSignal, ett molntjänstföretag med små och medelstora företag som kunder
- gUnify, ett molntjänstföretag
- Nexmo, ett företag för tillhandahållande av webbplattformar av typ CPaaS (Communication Platform as a Service)
- TokBox, ett företag för tillhandahållande WebRTC-tjänster för videofilm
- NewVoiceMedia, ett företag för tillhandahållande av webbplattformar av typ Contact Center as a Service (CCaaS)
- Over.ai, ett företag  för tillhandahållande av så kallad "conversational ai", vilken medger automatiserad text- och röstkommunikation mellan individer och maskiner.

## Tjänster
Vonage säljer molntjänster för privatpersoner och företag. Det tillhandahåller plattformar för integrerad kommunikation, inklusive videokonferenser, transkription av röstmeddelanden och arbete med delade datafiler.

## Bud om övertagande från Ericsson 2021
I november 2021, informerade Ericsson att det överenskommit med företagets ledning om ett förvärv för 6,2 miljarder USD. Budet är villkorat av aktieägarnas och de amerikanska konkurrensmyndigheternas godkännande.